# 茨城県指定文化財一覧
茨城県指定文化財一覧（いばらきけんしていぶんかざいいちらん）は、茨城県指定の文化財や史跡等を一覧形式でまとめたものであるが、全てを掲載しているわけではない。

## 有形文化財

### 建造物

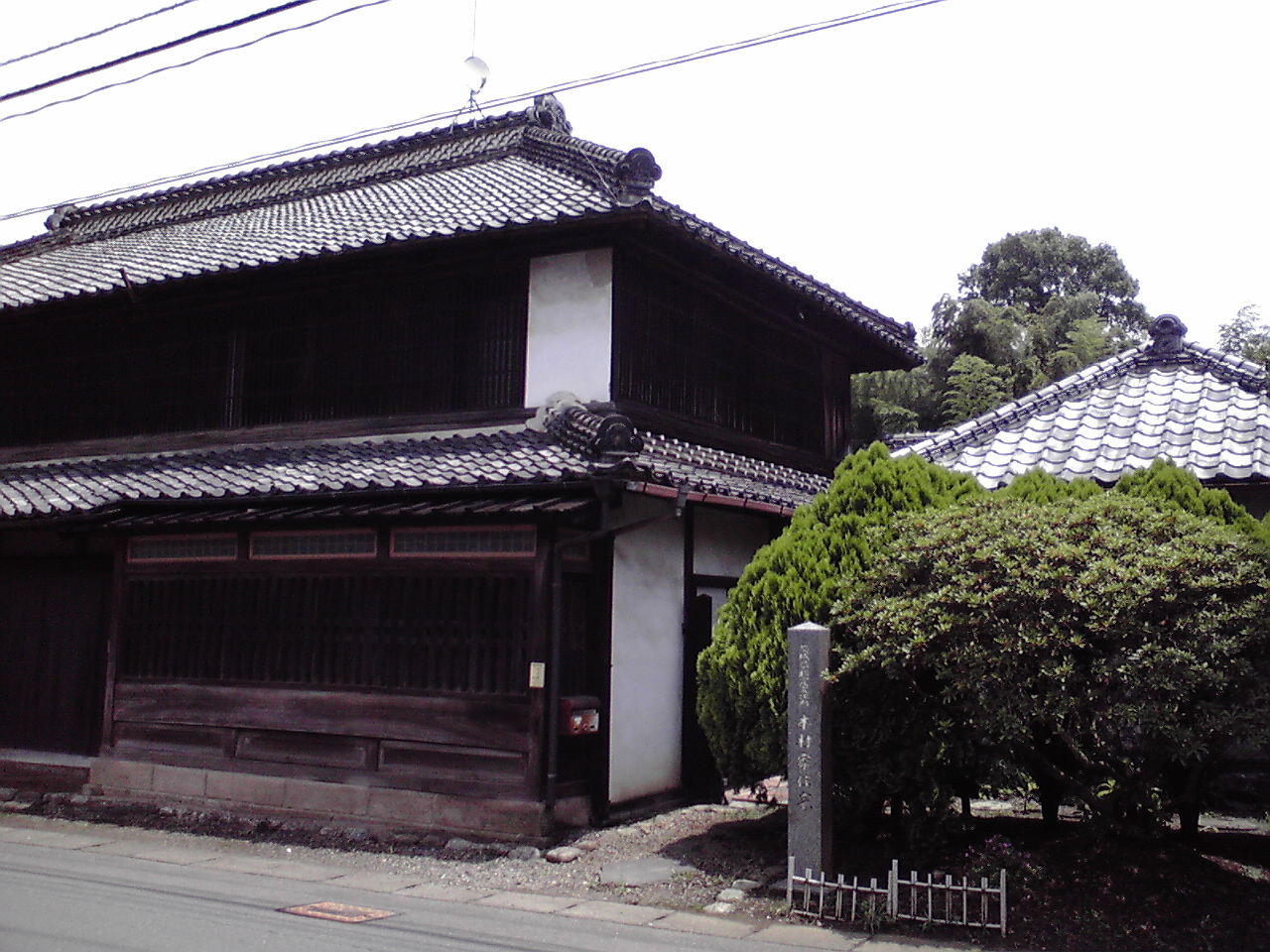
木村家住宅（かすみがうら市）

- 三重塔〔桜川市真壁町椎尾〕 1955年6月25日指定 ※薬王院
- 逢善寺仁王門〔稲敷市小野〕 1957年6月26日指定 ※逢善寺
- 大生神社本殿〔潮来市大生〕 1957年6月26日指定 ※大生神社
- 長勝寺本堂〔潮来市潮来〕 1958年3月12日指定 ※長勝寺
- 長勝寺楼門〔潮来市潮来〕 1958年3月12日指定 ※長勝寺
- 厨子〔稲敷市神宮寺〕 1958年3月12日指定 ※神宮寺
- 水海道小学校玄関〔水戸市緑町〕 1958年3月12日指定 ※茨城県
- 八坂神社本殿〔つくば市玉取〕 1959年5月22日指定 ※八坂神社
- 鹿島神社本殿〔桜川市真壁町上谷貝〕 1959年5月22日指定 ※鹿島神社
- 薬王院仁王門〔水戸市元吉田町〕 1959年5月22日指定 ※薬王院
- 石造 祥光寺多宝塔〔桜川市本木〕 1960年3月28日指定 ※祥光寺
- 不動院三重塔〔つくばみらい市板橋〕 1960年12月13日指定 ※不動院
- 石造 五輪塔〔つくば市小田〕 1962年10月24日指定 ※小田中部区
- 石造 五輪塔〔かすみがうら市山本〕 1964年7月31日指定 ※かすみがうら市
- 不動院本堂〔つくばみらい市板橋〕 1965年2月24日指定 ※不動院
- 国王神社本殿〔坂東市岩井〕 1966年3月7日指定 ※国王神社
- 厳島神社本殿〔鉾田市子生〕 1968年3月28日指定 ※厳島神社
- 石岡の陣屋門〔石岡市石岡〕 1968年9月26日指定 ※石岡市
- 阿弥陀堂本堂〔常陸太田市大里〕 1969年3月20日指定 ※大里区
- 阿弥陀堂楼門〔常陸太田市大里〕 1969年3月20日指定 ※大里区
- 観音寺本堂〔潮来市上戸〕 1969年3月20日指定 ※観音寺
- 笠間城櫓〔笠間市笠間〕 1969年12月1日指定 ※真浄寺
- 旧所家住宅〔潮来市日の出〕 1970年5月28日指定 ※潮来市
- 旧茂木家住宅〔水戸市緑町〕 1970年5月28日指定 ※茨城県立歴史館
- 西光院本堂〔石岡市吉生〕 1970年9月28日指定
- 阿弥陀堂〔行方市羽生〕 1970年9月28日指定 ※万福寺
- 仁王門〔行方市羽生〕 1970年9月28日指定 ※万福寺
- 堀江家書院〔常陸太田市大方〕 1970年9月28日指定
- 大洗磯前神社本殿拝殿〔東茨城郡大洗町磯浜町〕 1970年9月28日指定 ※大洗磯前神社
- 長勝寺（方丈,書院,玄関,庫裡,隠寮）〔潮来市潮来〕 1971年3月29日指定 ※長勝寺
- 小山寺本堂・仁王門・鐘楼〔桜川市富谷〕 1971年10月28日指定 ※小山寺
- 四脚門〔水戸市六反田町〕 1971年12月2日指定 ※六地蔵寺
- 前野家住宅〔土浦市永井〕 1972年12月18日指定
- 八柱神社本殿〔桜川市真壁町塙世〕 1972年12月18日指定 ※八柱神社
- 鈴木家住宅〔那珂市額田南郷〕 1972年12月18日指定
- 旧中山家住宅〔古河市鴻巣〕 1973年8月27日指定 ※古河市
- 冨岡家住宅〔土浦市白鳥町〕 1974年3月31日指定
- 無量寿寺本堂〔鉾田市鳥栖〕 1974年3月31日指定 ※無量寿寺
- 無量寿寺鐘楼〔鉾田市鳥栖〕 1974年3月31日指定 ※無量寿寺
- 無量寿寺山門〔鉾田市鳥栖〕 1974年3月31日指定 ※無量寿寺
- 二十三夜尊堂（旧延方学校聖堂）〔潮来市辻〕 1974年3月31日指定 ※月読神社
- 小野家住宅〔日立市諏訪町〕 1974年11月25日指定
- 木村家住宅（旧水戸街道旅籠皆川屋）〔かすみがうら市町下稲吉〕 1974年11月25日指定
- 不動院楼門〔つくばみらい市板橋〕 1974年11月25日指定 ※不動院
- 雨引観音本堂〔桜川市本木〕 1975年3月25日指定 ※楽法寺
- 雨引観音仁王門〔桜川市本木〕 1975年3月25日指定 ※楽法寺
- 旧宍戸城表門（附 宍戸氏家紋）〔笠間市土師〕 1976年7月5日指定
- 雨引組音楽法寺東照山王社殿（附 棟札2枚）〔桜川市本木〕 1976年7月5日指定 ※楽法寺
- 雨引観音楽法寺多宝塔（附 棟札1枚）〔桜川市本木〕 1976年7月5日指定 ※楽法寺
- 香取神社本殿〔猿島郡猿島町沓掛〕 1977年5月2日指定 ※香取神社
- 鹿島神社本殿（附 棟札1枚）〔つくば市大形〕 1977年5月2日指定 ※鹿島神社
- 国王神社拝殿〔坂東市岩井〕 1977年5月2日指定 ※国王神社
- 筑波山神社神橋〔つくば市筑波〕 1979年11月1日指定 ※筑波山神社
- 筑波山神社境内社春日神社本殿 日枝神社本殿及両社拝殿〔つくば市筑波〕 1979年11月1日指定 ※筑波山神社
- 筑波山神社境内社厳島神社本殿〔つくば市筑波〕 1979年11月1日指定 ※筑波山神社
- 逢善寺本堂〔稲敷市小野〕 1980年2月28日指定 ※逢善寺
- 逢善寺書院・庫裡〔稲敷市小野〕 1980年2月28日指定 ※逢善寺
- 矢口家住宅（付家相図7枚）〔土浦市中央〕 1980年12月25日指定
- 旧水戸城薬医門〔水戸市三の丸〕 1983年3月18日指定 ※茨城県教育委員会
- 穂積家住宅（主屋1棟,長屋門1棟,前蔵1棟,衣裳蔵1棟,敷地4.172.72㎡,附 屋敷図屏風1雙）〔高萩市上手綱〕 1989年1月25日指定 ※高萩市
- 大場家住宅〔行方市玉造甲〕 1989年4月6日指定
- 鷲子山上神社本殿・随神門〔常陸大宮市鷲子〕 1990年1月25日指定 ※鷲子山上神社
- 吉沼八幡神社本殿・覆屋〔つくば市吉沼〕 1990年1月25日指定 ※吉沼八幡神社
- 観音寺本堂（附 宮殿1基,須弥檀1基,棟札14枚,銘板1枚）・仁王門〔牛久市久野町〕 1991年1月25日指定 ※観音寺
- 金村別雷神社本殿（附 棟札1枚）・本殿覆屋〔つくば市上郷〕 1991年1月25日指定 ※金村別雷神社
- 綿引家住宅主屋・倉〔水戸市元吉田〕 1991年1月25日指定
- 鴨鳥五所神社本殿（附 棟札2札,銘札1枚）〔桜川市大泉〕 1993年1月25日指定 ※鴨鳥五所神社
- 熊野神社本殿（附 棟札8枚）〔行方市島並〕 1995年1月23日指定 ※熊野神社
- 旧取手宿本陣染野家住宅主屋・土蔵〔取手市取手〕 1996年1月25日指定 ※取手市教育委員会
- 月山寺書院〔桜川市西小塙〕 1998年1月21日指定 ※月山寺
- 羽黒神社本殿（附 棟札1枚）〔筑西市甲〕 2002年1月25日指定 ※羽黒神社
- 上羽黒神社本殿及び拝殿〔筑西市岡芹〕 2002年1月25日指定 ※上羽黒神社
- 長禅寺三世堂〔取手市取手〕 2004年1月8日指定 ※長禅寺
- 旧畑家住宅（麻生藩家老屋敷記念館）（附表門1棟）〔行方市麻生〕 2008年11月17日指定 ※行方市
- 木村家住宅〔東茨城郡茨城町長岡〕2014年1月27日指定
- 東漸寺観音堂・山門（附宮殿１基・棟札1枚）〔取手市本郷〕 2015年1月22日指定 ※東漸寺
- 佛性寺観音堂・仁王門（附観音堂宮殿1基・棟札1枚）［結城郡八千代町栗山］ 2017年12月25日指定 ※佛性寺

### 絵画
- 絹本著色 曼荼羅〔桜川市西小塙〕 1953年7月9日指定 ※月山寺
- 絹本著色 五大尊絵像〔常陸太田市玉造〕 1955年1月25日指定 ※愛宕神社
- 絹本著色 曼荼羅〔坂東市生子〕 1955年6月25日指定 ※万蔵院
- 絹本著色 普賢菩薩像〔土浦市文京町〕 1955年6月25日指定 ※神竜寺
- 絹本著色 当麻曼荼羅〔結城市結城〕 1957年1月25日指定 ※弘経寺
- 紙本著色 襖絵〔結城市結城〕 1957年1月25日指定 ※弘経寺
- 絹本著色 武者肖像画〔結城市結城〕 1957年1月25日指定 ※孝顕寺
- 絹本著色 両部曼荼羅〔桜川市西小塙〕 1957年6月26日指定 ※月山寺
- 紙本著色 結城晴朝肖像画〔結城市結城〕 1957年6月26日指定 ※孝顕寺
- 紙本著色 結城政朝夫人肖像画〔結城市結城〕 1957年6月26日指定 ※孝顕寺
- 絹本著色 夢窓国師頂相〔常陸太田市増井町〕 1957年6月26日指定 ※正宗寺
- 絹本著色 月山和尚頂相〔常陸太田市増井町〕 1957年6月26日指定 ※正宗寺
- 絹本著色 十六羅漢像〔常陸太田市増井町〕 1957年6月26日指定 ※正宗寺
- 絹本著色 土岐頼英夫人肖像画〔稲敷市下太田〕 1958年3月12日指定 ※智心院
- 絹本著色 太嶽大和尚頂相〔潮来市潮来〕 1958年3月12日指定 ※長勝寺
- 絹本著色 愛染明王画像〔桜川市本木〕 1959年5月22日指定 ※楽法寺
- 絹本著色 弁財天画像〔桜川市本木〕 1959年5月22日指定 ※楽法寺
- 絹本著色 十一面観音画像〔桜川市本木〕 1959年5月22日指定 ※楽法寺
- 絹本著色 釈迦十六善神画像〔つくば市栗原〕 1960年12月13日指定 ※北斗寺
- 絹本著色 興教大師画像〔つくば市栗原〕 1960年12月13日指定 ※北斗寺
- 絹本著色 黄不動明王画像〔つくば市栗原〕 1960年12月13日指定 ※北斗寺
- 絹本著色 御廟天神画〔常総市大生郷〕 1960年12月13日指定 ※大生郷天満宮
- 絹本著色 神酒天神画〔常総市大生郷〕 1960年12月13日指定 ※大生郷天満宮
- 紙本著色 北野天神縁起絵巻〔常総市大生郷〕 1960年12月13日指定 ※大生郷天満宮
- 紙本著色 三十六歌仙絵〔常総市大生郷〕 1960年12月13日指定 ※大生郷天満宮
- 紙本著色 三十六歌仙〔那珂市静〕 1962年10月24日指定 ※静神社
- 絹本著色 阿弥陀如来像〔東茨城郡茨城町鳥羽田〕 1962年10月24日指定 ※円福寺
- 絹本著色 十三仏〔猿島郡境町〕 1962年10月24日指定
- 絹本著色 八景の図〔筑西市中館〕 1962年10月24日指定 ※観音寺
- 絵馬〔筑西市甲〕 1963年8月23日指定 ※羽黒神社
- 絹本著色 両界曼荼羅〔古河市小堤〕 1963年8月23日指定 ※円満寺
- 絹本著色 来迎弥陀三尊像〔坂東市岩井〕 1963年8月23日指定 ※延命寺
- 絵馬〔筑西市岡芹〕 1964年7月31日指定 ※上羽黒神社
- 絹本著色 土井利勝肖像画〔古河市大手町〕 1964年7月31日指定 ※正定寺
- 絹本著色 弁財天画像〔水戸市緑町〕 1964年7月31日指定 ※茨城県立歴史館
- 絹本著色 涅槃像〔かすみがうら市中志筑〕 1966年3月7日指定 ※長興寺
- 絹本著色 釈迦涅槃像〔土浦市高岡〕 1968年3月28日指定 ※法雲寺
- 紙本著色 小田政治肖像画〔土浦市高岡〕 1968年3月28日指定 ※法雲寺
- 紙本著色 小田氏治肖像画〔土浦市高岡〕 1968年3月28日指定 ※法雲寺
- 絹本著色 両界曼荼羅〔常陸太田市玉造〕 1969年3月20日指定 ※愛宕神社
- 絹本著色 阿弥陀如来画像〔小美玉市与沢〕 1969年3月20日指定
- 絹本著色 金剛界大日如来画像〔東茨城郡大洗町大貫〕 1969年3月20日指定 ※西光院
- 絹本著色 善導大師画像〔小美玉市与沢〕 1969年3月20日指定
- 絹本著色 聖徳太子勝鬘経御講讃図〔小美玉市与沢〕 1969年3月20日指定
- 絹本著色 愛染明王像〔つくば市中根〕 1969年3月20日指定 ※慈恩寺
- 絹本色糸 蓮糸織出六字名号〔つくば市若栗〕 1969年3月20日指定 ※念向寺
- 絹本著色 阿弥陀三尊来迎仏〔かすみがうら市宍倉〕 1969年12月1日指定 ※最勝寺
- 絹本著色 来迎の弥陀〔筑西市森添島〕 1970年9月28日指定
- 紙本著色 華山潮来明月舟遊の図〔潮来市辻〕 1971年10月28日指定
- 涅槃図〔那珂市瓜連〕 1972年12月18日指定 ※常福寺
- 智光曼荼羅〔那珂市瓜連〕 1972年12月18日指定 ※常福寺
- 清海曼荼羅〔那珂市瓜連〕 1972年12月18日指定 ※常福寺
- 親鸞聖人画像〔東茨城郡大洗町磯浜町〕 1972年12月18日指定 ※願入寺
- 絹本著色 阿弥陀如来来迎図〔日立市宮田町〕 1974年3月31日指定 ※日立市郷土博物館
- 絹本著色 両界曼荼羅〔水戸市六反田町〕 1975年3月25日指定 ※六地蔵寺
- 絹本著色 弘法大師像〔水戸市六反田町〕 1975年3月25日指定 ※六地蔵寺
- 絹本著色 真言八祖像〔水戸市六反田町〕 1975年3月25日指定 ※六地蔵寺
- 絹本著色 十二天立像〔水戸市六反田町〕 1975年3月25日指定 ※六地蔵寺
- 絹本著色 六字経曼荼羅〔水戸市六反田町〕 1975年3月25日指定 ※六地蔵寺
- 絹本著色 十三仏像〔水戸市六反田町〕 1975年3月25日指定 ※六地蔵寺
- 絹本著色 釈迦十六善神図〔水戸市六反田町〕 1975年3月25日指定 ※六地蔵寺
- 紙本著色 制吒迦童子像〔水戸市六反田町〕 1975年3月25日指定 ※六地蔵寺
- 紙本著色 両界曼荼羅〔鹿嶋市浜津賀〕 1977年5月2日指定 ※慈眼寺
- 絹本著色 両界曼荼羅図〔筑西市桑山〕 1982年3月4日指定 ※神宮寺
- 扁額三十六歌仙絵〔石岡市総社〕 1983年3月18日指定 ※常陸国総社宮
- 紙本著色 滝見観音図 雪村筆〔常陸太田市増井町〕 1987年1月26日指定 ※正宗寺
- 絹本著色 如意輪観音像〔常陸太田市増井町〕 1987年1月26日指定 ※正宗寺
- 絹本著色 滝見観音図〔那珂市下大賀〕 1988年1月25日指定 ※弘願寺
- 紙本著色 伝真壁道無像〔桜川市真壁町真壁〕 1999年11月25日指定 ※真壁町
- 絹本墨画 芦雁図 立原杏所筆〔水戸市本町〕 2002年1月25日指定
- 絹本著色 観経十六観変相図〔高萩市本町〕 2002年1月25日指定 ※大高寺
- 絹本著色 流燈 横山大観筆〔水戸市千波町〕 2004年1月8日指定 ※茨城県近代美術館
- 絹本著色 源頼朝像 狩野洞雲筆〔潮来市潮来〕 2004年11月25日指定 ※長勝寺
- 紙本著色 釈迦羅漢像 雪村周継筆〔石岡市柿岡〕 2005年11月25日指定 ※善慶寺
- 紙本墨画 維摩居士像〔鉾田市大蔵〕 2005年11月25日指定 ※福泉寺
- 絹本著色 聖徳太子絵伝〔那珂郡東海村石神外宿〕 2006年11月16日指定 ※願船寺
- カルピスの包み紙のある静物〔水戸市千波町〕 2006年11月16日指定 ※茨城県近代美術館
- 紙本淡彩 海島秋来 小川芋銭筆〔水戸市千波町〕 2010年11月18日指定 ※茨城県近代美術館
- 絹本彩色 阿房劫火 木村武山筆〔水戸市千波町〕 2010年11月18日指定 ※茨城県近代美術館
- 絹本著色 毘沙門天像〔筑西市黒子〕 2016年1月21日指定 ※千妙寺
- 絹本著色 日吉山王本地仏曼荼羅図〔筑西市黒子〕 2017年1月26日指定 ※千妙寺
- 紙本著色 金山寺図屏風　雪村周継筆〔笠間市笠間〕 2017年12月25日指定 ※笠間稲荷神社

### 彫刻
- 木造 薬師如来坐像〔桜川市西小塙〕 1953年7月9日指定 ※月山寺
- 鍍金仏〔水戸市緑町〕 1954年8月18日指定 ※信願寺
- 木造 阿弥陀如来像〔水戸市緑町〕 1955年1月25日指定 ※茨城県立歴史館
- 金銅薬師瑠璃光如来像〔桜川市真壁町椎尾〕 1955年1月25日指定 ※薬王院
- 木造 聖徳太子立像〔坂東市みむら〕 1955年1月25日指定 ※妙安寺
- 木造 金剛力士像〔猿島郡猿島町生子〕 1955年6月25日指定 ※万蔵院
- 木造 御神像〔つくば市上境滝の台〕 1955年11月25日指定 ※体見神社
- 木造 佐白観音坐像〔笠間市笠間〕 1957年1月25日指定 ※佐白山観世音寺
- 木造 菩薩像〔桜川市西小塙〕 1957年1月25日指定 ※月山寺
- 木造 薬師如来像〔桜川市西小塙〕 1957年1月25日指定 ※月山寺
- 木造 十一面観世音菩薩像〔常陸太田市増井町〕 1957年6月26日指定 ※正宗寺
- 木造 阿弥陀如来坐像及両脇侍像〔潮来市潮来〕 1958年3月12日指定 ※長勝寺
- 木造 阿弥陀如来立像及両脇侍像〔行方市羽生〕 1958年3月12日指定 ※万福寺
- 木造 地蔵菩薩立像〔かすみがうら市戸崎〕 1958年3月12日指定 ※松学寺
- 木造 阿弥陀如来坐像〔牛久市奥原町〕 1958年3月12日指定 ※願名寺
- 木造 昆沙門天立像〔稲敷郡美浦村布佐〕 1958年3月12日指定 ※美浦村
- 木造 薬師如来立像〔稲敷郡美浦村土浦〕 1958年3月12日指定 ※妙香寺
- 金銅 釈迦如来立像〔稲敷市阿波崎〕 1958年3月12日指定 ※満願寺
- 木造 寝釈迦像〔稲敷市上根本〕 1958年3月12日指定 ※阿弥陀寺
- 木造 不動明王坐像〔結城市山川新宿〕 1958年3月12日指定 ※大栄寺
- 木造 薬師如来坐像〔行方市西蓮寺〕 1958年3月12日指定 ※西蓮寺
- 木造 観音菩薩立像〔潮来市大生〕 1958年3月12日指定 ※延命院
- 木造 聖徳太子立像〔常陸大宮市鷲子〕 1958年7月23日指定 ※照願寺
- 木造 狛犬〔鹿嶋市宮中〕 1958年7月23日指定 ※鹿島神宮
- 木造 増長天立像〔北茨城市磯原町〕 1958年7月23日指定 ※長福寺
- 木造 十一面観音菩薩坐像〔桜川市富谷〕 1958年7月23日指定 ※小山寺
- 銅板 懸仏〔稲敷市〕 1958年7月23日指定
- 木造 薬師如来坐像〔水戸市元吉田町〕 1959年5月22日指定 ※薬王院
- 木造 神像〔常陸太田市西河内〕 1959年5月22日指定 ※天満神社
- 銅造 阿弥陀如来立像〔土浦市立田町〕 1959年5月22日指定 ※浄真寺
- 木造 阿弥陀如来坐像〔桜川市本木〕 1960年3月28日指定 ※祥光寺
- 銅板 十一面観音御正体〔土浦市真鍋〕 1960年3月28日指定
- 木造 阿弥陀如来坐像〔坂東市辺田〕 1960年12月13日指定 ※西念寺
- 木造 釈迦如来坐像〔水戸市飯島町〕 1960年12月13日指定 ※福性院
- 木造 立木観音菩薩像〔石岡市吉生〕 1961年7月21日指定
- 木造 弘法大師像〔東茨城郡城里町徳蔵〕 1962年2月26日指定 ※徳蔵寺
- 両界曼荼羅版木〔東茨城郡城里町徳蔵〕 1962年2月26日指定 ※徳蔵寺
- 金銅 阿弥陀如来三尊像〔下妻市高道祖〕 1962年2月26日指定 ※常願寺
- 浅川獅子頑〔久慈郡大子町浅川〕 1962年2月26日指定 ※浅川ささら保存会
- 木造 阿弥陀如来三尊像〔東茨城郡茨城町鳥羽田〕 1962年10月24日指定 ※円福寺
- 木造 持国天立像〔北茨城市磯原町〕 1962年10月24日指定 ※長福寺
- 木造 釈迦如来三尊像〔日立市宮田町〕 1962年10月24日指定 ※大雄院
- 金銅 大黒天像〔水戸市河和田町〕 1962年10月24日指定 ※報仏寺
- 石造 地蔵菩薩立像（石造籠を含む）〔つくば市小田〕 1962年10月24日指定 ※小田中部区
- 木造 十一面千手観音像〔かすみがうら市中志筑〕 1963年8月23日指定 ※須賀神社氏子
- 石造 阿弥陀如来立像〔かすみがうら市高倉〕 1963年8月23日指定 ※高倉区
- 百体磨崖仏〔かすみがうら市上志筑〕 1963年8月23日指定 ※願成寺
- 木造 愛宕明神立像〔筑西市甲〕 1963年8月23日指定 ※羽黒神社
- 木造 大日如来坐像〔坂東市岩井〕 1963年8月23日指定 ※延命寺
- 木造 親鸞上人像〔古河市中央町〕 1964年7月31日指定 ※宗願寺
- 木造 地蔵菩薩坐像〔古河市鴻巣〕 1966年3月7日指定
- 木造 十一面観音坐像〔古河市横山町〕 1988年1月25日指定 ※神宮寺
- 木造 聖徳太子立像（松葉太子像）〔古河市横山町〕 1988年1月25日指定 ※光了寺
- 木造 虚空蔵菩薩坐像 ［桜川市真壁町］ 1989年1月25日指定 ※山口地区
- 木造 菩薩立像（伝准胝観音） ［桜川市真壁町〕 1989年1月25日指定 ※羽鳥地区
- 木造 広智上人坐像 ［土浦市東城寺］ 1990年1月25日指定 ※東城寺
- 木造 不動明王立像 ［桜川市本木〕 1991年1月25日指定 ※祥光寺
- 木造 毘沙門天立像 ［桜川市本木］ 1991年1月25日指定 ※祥光寺
- 木造 天部立像（2躯）［桜川市真壁町］1992年1月24日指定 ※清浄院
- 木造 天部立像（1躯）［桜川市真壁町］1992年1月24日指定 ※清浄院
- 木造 薬師如来坐像 ［稲敷郡阿見町吉原〕 1993年1月25日指定 ※西光寺
- 木造 阿弥陀如来立像（1躯）附 両脇侍立像（2躯） ［稲敷郡阿見町追原］ 1994年1月26日指定 ※蔵福寺
- 銅造 薬師如来立像 ［下妻市皆葉］ 1995年1月23日指定 ※薬樹山無量院
- 木造 観音菩薩立像 ［結城市結城］ 1995年1月23日指定 ※大輪寺
- 木造 如意輪観音坐像 ［常総市豊岡町］ 1995年1月23日指定 ※法性寺
- 木造 阿弥陀如来坐像 ［稲敷郡河内町生板］ 1996年1月25日指定 ※妙行寺
- 木造 薬師如来坐像（附木造両脇侍立像2躯）［潮来市堀之内］ 1997年1月27日指定 ※二本松寺
- 銅造 薬師如来立像 ［鉾田市梶山〕 1997年1月27日指定 ※光福寺
- 木造 千手観音坐像 ［下妻市下妻乙］ 1999年1月25日指定 ※小野子自治区
- 木造 大迦葉立像 ［潮来市潮来］ 1999年11月25日指定 ※長勝寺
- 銅造 大日如来及三十日仏坐像（21躯）［水戸市栗崎町］2000年11月27日指定 ※仏性寺
- 木造 阿弥陀如来及脇侍像（2躯）［つくばみらい市福岡台入会地］2000年11月27日指定 ※大楽寺
- 銅造 如来坐像及び菩薩立像（2躯）［鹿嶋市神向寺（茨城県立歴史館寄託）〕 2002年12月25日指定 ※神向寺
- 木造 狛犬 ［筑西市甲］ 2004年11月25日指定 ※羽黒神社
- 木造 聖観音菩薩立像 ［稲敷市神宮寺］ 2005年11月25日指定 ※神宮寺
- 木造 如意輪観音立像 ［那珂市福田］ 2006年11月16日指定 ※仲福田区
- 木造 十一面観音坐像 ［石岡市田島］ 2006年11月16日指定 ※田島区
- 木造 聖徳太子立像（1躯）（附修理銘札3枚　附彩色奉加帳2冊） ［常総市菅生町］2007年11月16日指定 ※無量寺
- 木造 金剛力士立像（2躯） ［笠間市大田町］ 2007年11月16日指定 ※養福寺
- 銅造 誕生釈迦仏立像 ［筑西市小栗］ 2007年11月16日指定 ※西光寺
- 木造 十一面観音立像 ［結城郡八千代町大字八町］ 2008年11月17日指定 ※新長谷寺
- 木造 阿弥陀如来坐像及菩薩立像（伝観音菩薩）・天部立像（伝虚空蔵菩薩）、木造 四天王立像（7躯） ［桜川市本郷］ 2009年11月19日指定 ※妙法寺
- 木造 千手観音立像及二天立像（3躯）附 板光背残欠（1枚） ［北茨城市華川町］ 2010年11月18日指定 ※長照寺
- 木造 五大力菩薩像（5躯） ［桜川市池亀］ 2013年1月24日指定 ※吉祥院
- 木造 釈迦如来坐像 ［守谷市大木］ 2014年1月27日指定 ※大円寺

### 工芸品
- 青銅製鈴〔桜川市西小塙〕 1953年7月9日指定 ※月山寺
- 木製つのたらい〔桜川市西小塙〕 1953年7月9日指定 ※月山寺
- 呉須皿〔桜川市西小塙〕 1953年7月9日指定 ※月山寺
- 螺鈿蒔絵香盆〔常陸太田市金井町〕 1953年8月20日指定 ※常陸太田市
- 護摩壇〔坂東市生子〕 1955年6月25日指定 ※万蔵院
- 礼盤〔坂東市生子〕 1955年6月25日指定 ※万蔵院
- 脇机〔坂東市生子〕 1955年6月25日指定 ※万蔵院
- 払子〔結城市結城〕 1957年1月25日指定 ※安穏寺
- 珠数〔結城市結城〕 1957年1月25日指定 ※安穏寺
- 古鏡〔日立市弁天町〕 1957年1月25日指定
- 厨子〔桜川市西小塙〕 1957年1月25日指定 ※月山寺
- 古鏡〔結城市結城〕 1957年6月26日指定
- 五鈷鈴〔稲敷市小野〕 1957年6月26日指定 ※逢善寺
- 五鈷杵〔稲敷市小野〕 1957年6月26日指定 ※逢善寺
- 黒韋肩浅葱筋兜〔水戸市八幡町〕 1957年6月26日指定 ※水戸八幡宮
- 鰐口〔龍ケ崎市川原代〕 1958年3月12日指定 ※安楽寺
- 蒔絵櫃〔水戸市西原〕 1958年3月12日指定
- 鰐口〔潮来市上戸〕 1958年3月12日指定 ※観音寺
- 虎の刺繍〔稲敷郡美浦村木原〕 1958年3月12日指定 ※永厳寺
- 弥陀名号〔石岡市大増〕 1958年3月12日指定 ※大覚寺
- 百万塔〔結城市結城〕 1958年3月12日指定
- つのたらい〔水戸市緑町〕 1958年7月23日指定 ※茨城県立歴史館
- 黒漆螺鈿蒔絵台〔鹿嶋市宮中〕 1958年7月23日指定 ※鹿島神宮
- 銅印〔鹿嶋市宮中〕 1958年7月23日指定 ※鹿島神宮
- 陶造狛犬〔鹿嶋市宮中〕 1958年7月23日指定 ※鹿島神宮
- 石灯籠〔鹿嶋市宮中〕 1958年7月23日指定 ※鹿島神宮
- 鐃〔鹿嶋市宮中〕 1958年7月23日指定 ※鹿島神宮
- 軍配〔鹿嶋市宮中〕 1958年7月23日指定 ※鹿島神宮
- 軍陣鞍〔下妻市下妻乙〕 1960年3月28日指定
- 銅鐘〔行方市乙〕 1960年12月13日指定 ※宝幢院
- 銅板懸仏〔常総市諏訪町〕 1960年12月13日指定
- 太刀（銘 国貞）〔土浦市中央〕 1961年3月24日指定
- 太刀（銘 来橘光定）〔土浦市中央〕 1961年3月24日指定
- 太刀（銘 景安）〔鹿嶋市宮中〕 1961年3月24日指定 ※鹿島神宮
- 太刀（銘 備州国長船住長光作永仁二年月日）〔牛久市牛久町〕 1961年3月24日指定
- 太刀（銘 大和国当麻友以下切）〔牛久市牛久町〕 1961年3月24日指定
- 礼盤〔東茨城郡城里町徳蔵〕 1962年2月26日指定 ※徳蔵寺
- 太刀（伝 大村加卜）白鞘〔ひたちなか市市毛〕 1962年8月27日指定
- 六地蔵石幢〔水戸市緑町〕 1962年10月24日指定 ※茨城県立歴史館
- 石造燈籠〔つくば市小田〕 1962年10月24日指定 ※長久寺

### 書跡
- 法華経〔桜川市西小塙〕 1953年7月9日指定 ※月山寺
- 往生要集〔結城市結城〕 1958年3月12日指定 ※称名寺
- 大般若波羅蜜多経〔土浦市沖宿町〕 1958年3月12日指定 ※海蔵寺
- 妙法蓮華経〔稲敷市小野〕 1958年3月12日指定 ※逢善寺
- 宋版一切経〔桜川市真壁町東山田〕 1958年3月12日指定 ※最勝王寺
- 妙法蓮華経〔石岡市大増〕 1958年3月12日指定 ※大覚寺
- 唐本一切経〔笠間市笠間〕 1958年7月23日指定 ※笠間稲荷神社
- 北斗寺仏儀次第〔つくば市栗原〕 1960年12月13日指定 ※北斗寺
- 阿弥陀寺御文〔坂東市長須〕 1960年12月13日指定 ※阿弥陀寺
- 無量寿寺御文書〔鉾田市鳥栖〕 1960年12月13日指定 ※無量寿寺
- 大般若波羅蜜多経〔日立市神峰町〕 1962年2月26日指定
- 大般若波羅蜜多経〔水戸市堀町〕 1963年8月23日指定
- 一遍上人名号〔石岡市石岡〕 1964年7月31日指定
- 大般若波羅蜜多経〔桜川市加茂部〕 1966年3月7日指定 ※鴨大神御子神主玉神社
- 大般若経〔桜川市本木〕 1967年3月30日指定 ※楽法寺
- 唐本一切経〔水戸市南町〕 1967年11月24日指定
- 神号天照皇太神〔東茨城郡美野里町羽島〕 1967年11月24日指定
- 後奈良天皇歌切〔つくば市栗原〕 1967年11月24日指定 ※北斗寺
- 紺紙金泥大般若羅密多経〔土浦市高岡〕 1968年3月28日指定 ※法雲寺
- 法雲寺文書〔土浦市高岡〕 1968年3月28日指定 ※法雲寺
- 芹沢文書一括〔石岡市国府〕 1969年12月1日指定
- 六地蔵寺所蔵典籍・文書〔水戸市六反田町〕 1971年3月29日指定 ※六地蔵寺
- 了誉筆別当職譲状〔那珂市瓜連〕 1972年12月18日指定 ※常福寺
- 日本書紀私鈔並二人王百代坊具名記〔那珂市瓜連〕 1972年12月18日指定 ※常福寺
- 阿弥陀経〔那珂市瓜連〕 1972年12月18日指定 ※常福寺
- 唯信鈔断片〔東茨城郡大洗町磯浜町〕 1972年12月18日指定 ※願入寺
- 蓮如筆消息 大根田御坊宛〔東茨城郡大洗町磯浜町〕 1972年12月18日指定 ※願入寺
- 正宗寺所蔵文書〔常陸太田市増井町字東寺領〕 1974年3月31日指定 ※正宗寺
- 後光厳天皇消息〔ひたちなか市殿山町〕 1974年3月31日指定
- 日蓮書状(文永11年7月26日南篠七次郎時光あて）〔常陸太田市新宿町〕 1981年12月24日指定 ※久昌寺
- 日乗日記〔常陸太田市新宿町〕 1981年12月24日指定 ※久昌寺
- 唐本一切経〔笠間市稲田〕 1988年1月25日指定 ※西念寺
- 金剛般若波羅蜜経〔笠間市石井〕 1993年1月25日指定 ※高乾院
- 紙本墨書 神皇正統記 六地蔵寺本〔水戸市六反田町〕 2004年1月8日指定 ※六地蔵寺

### 古文書
- 常陸総社文書（安政二年修理ノ奉納者アリ） 50通 〔石岡市総社〕 1983年3月18日指定 ※常陸国総社宮
- 鳥名木家文書 41点 〔行方市手賀〕 1994年1月26日指定
- 健田須賀神社文書 19点（2巻） 〔結城市結城〕 1996年1月25日指定 ※健田須賀神社
- 真壁長岡古宇田文書 35点 〔桜川市真壁町真壁〕 1999年11月25日指定 ※桜川市
- 親鸞門侶交名 1巻 〔下妻市下妻乙350〕 2007年11月16日指定 ※光明寺
- 鹿島神宮文書 250点（18巻） 〔鹿嶋市宮中〕 2010年11月18日指定 ※鹿島神宮
- 税所文書 19点 ［水戸市緑町 茨城県立歴史館寄託］ 2015年1月22日指定
- 臼田文書 1巻1帖 ［稲敷市羽賀］ 2017年1月26日指定

### 考古資料
- 板碑 1基 〔つくば市金田〕 1955年11月25日指定 ※つくば市
- 下坂田の板碑 1基 〔土浦市下坂田〕 1966年3月7日指定
- 東城寺の結界石 1基 〔土浦市東城寺〕 1966年3月7日指定 ※東城寺地区
- 丸山古墳出土遺物 212点 ［石岡市柿岡〕 1967年11月24日指定 ※石岡市
- 経筒 石櫃付 1組 〔石岡市柿岡〕 1967年11月24日指定 ※石岡市
- 結界石 1板〔土浦市宍塚〕 1968年3月28日指定 ※般若寺
- 鹿（埴輪） 1対 〔石岡市柿岡〕 1969年3月20日指定 ※石岡市
- 狐塚古墳出土遺物一括 24点 〔桜川市岩瀬〕 1969年12月1日指定 ※桜川市教育委員会
- 丸木舟 1艘 〔竜ヶ崎市竜ヶ崎一高内〕 1975年3月25日指定 ※龍ケ崎市観光協会
- 板碑 1基 〔筑西市辻〕 1975年6月25日指定
- 鐃の鋳型鎔笵 1面 〔土浦市藤沢〕 1980年2月28日指定 ※土浦市
- 丸木舟 1艘 〔下妻市大宝〕 1984年3月8日指定 ※大宝八幡宮
- 銅印 1顆 〔水戸市緑町〕 1992年1月24日指定 ※茨城県立歴史館
- 人物埴輪 1躯 〔那珂郡東海村大字船場〕 1994年1月26日指定 ※東海村
- 乳飲み児を抱く埴輪 1躯 〔ひたちなか市中根〕 1997年1月27日指定 ※ひたちなか市教育委員会
- 巴型銅器（宮平遺跡出土） 1筒 〔石岡市染谷〕 1998年1月21日指定 ※石岡市教育委員会
- 後野遺跡出土石器及土器 160点 〔ひたちなか市中根〕 2000年11月27日指定 ※ひたちなか市教育委員会
- 十王台遺跡出土十王台式土器 3点 〔日立市十王町友部東〕 2002年12月25日指定 ※（日立市郷土博物館,東京国立博物館寄託）
- 海後遺跡出土人面付土器 1点 〔水戸市緑町〕 2002年12月25日指定 ※茨城県立歴史館
- 三昧塚古墳出土遺物 1括 〔水戸市緑町〕 2004年1月8日指定 ※茨城県立歴史館
- 武者塚古墳出土遺物〔土浦市藤沢〕 2004年1月8日指定 ※土浦市
- 小野天神前遺跡出土土器 19点 〔水戸市緑町〕 2004年11月25日指定 ※茨城県立歴史館
- 風返稲荷山古墳出土遺物 74点 〔かすみがうら市坂〕 2006年11月16日指定 ※かすみがうら市
- 富士見塚1号墳・2号墳・3号墳出土遺物 1括 〔かすみがうら市柏崎〕 2008年11月17日指定 ※かすみがうら市
- 東中根遺跡群出土遺物 18点 〔ひたちなか市中根〕 2009年11月19日指定 ※ひたちなか市
- 一本松遺跡出土遺物 13点 ［東茨城郡大洗町磯浜町］ 2011年11月17日指定 ※大洗町
- 神岡上古墳群第3号墳出土遺物 345点 ［北茨城市磯原町］ 2013年1月24日指定 ※北茨城市歴史民俗資料館
- 舟塚古墳出土遺物 39点 ［水戸市緑町］ 2015年1月22日指定 ※茨城県立歴史館

### 歴史資料
- 紙本墨書大般若経（附 唐櫃3合）569帖 〔那珂市額田〕 1977年5月2日指定 ※毘盧遮那寺
- 訂正常陸国風土記版木（附 箱板2枚） 20枚〔日立市19枚 水戸市緑町1枚〕 日立市所在分1985年3月25日指定、水戸市所在分1985年12月16日指定 ※茨城県立歴史館ほか
- 四神旗 附 祝文（写） 4旒 〔笠間市稲田〕 1988年1月25日指定 ※稲田神社
- 佐竹義昭奉加帳 1巻 〔常陸大宮市〕 1996年1月25日指定 ※甲神社
- 鹿の子遺跡出土漆紙文書 1括 〔石岡市〕 2002年1月25日指定 ※石岡市教育委員会
- 5馬力誘導電動機 1台 〔日立市幸町〕 2002年1月25日指定 ※日立製作所
- 河口家医学等関係資料 896件 〔古河市錦町8-15〕 2007年11月16日指定
- 徳川光圀書翰集 7巻（54通） ［水戸市三の丸］ 2011年11月17日指定 ※茨城県立図書館
- 色川三中関係史料（色川文庫・色川徳治家文書・色川三中肖像画） 1括 ［土浦市中央］ 2016年1月21日指定 ※土浦市
- 長久保赤水関係資料 693点 ［高萩市高萩］ 2017年1月26日指定 ※高萩市ほか

## 無形文化財
- 結城紬（縮織）〔結城市結城〕 1953年11月14日指定 ※本場結城紬技術保存会
- 西ノ内紙（手漉和紙）〔常陸大宮市野上常陸大宮市舟生〕 1971年12月2日指定
- 粟野春慶塗〔東茨城郡城里町粟〕 1989年1月25日指定
- 鹿島新當流（附 起請文1巻、傅法書1巻）〔鹿嶋市宮中〕 1989年9月27日指定 ※鹿島新當流彰古会

## 民俗文化財

### 有形民俗文化財
- 日立風流物人形頭〔日立市神峰町〕 1964年7月31日指定
- 浮島の田下駄 一括〔稲敷市浮島〕 1971年12月2日指定 ※稲敷市
- 獅子頭〔石岡市総社府中〕 1992年1月24日指定 ※土橋町区長
- 潮来祇園祭礼山車（附 唐獅子1対）〔潮来市潮来〕 1993年1月25日指定 ※潮来祇園祭礼山車保存会
- 西塩子の回り舞台〔常陸大宮市西塩子〕 1999年11月25日指定 ※西塩子の回り舞台保存会
- ささら獅子頭〔常陸大宮市中富町〕 2004年11月25日指定 ※第6区

### 無形民俗文化財
- 浅川のささら〔久慈郡大子町浅川〕 1955年6月25日指定 ※浅川ささら保存会
- 火消行列〔常陸太田市町田〕 1955年6月25日指定 ※火消行列保存会
- 真家みたまおどり〔石岡市真家〕 1958年3月12日指定 ※真家みたまおどり保存会
- 西金砂神社田楽舞〔常陸太田市上宮河内〕 1960年3月28日指定 ※西金砂神社
- 東金砂神社田楽舞〔常陸太田市天下野〕 1960年3月28日指定 ※東金砂神社
- 塚崎の獅子舞〔猿島郡境町塚崎〕 1960年3月28日指定 ※塚崎の獅子舞保存会
- 猿島ばやし〔坂東市生子〕 1961年3月24日指定 ※猿島ばやし保存会
- からかさ万灯〔土浦市大畑〕 1962年10月24日指定 ※大畑からかさ万灯保存会
- 片野排禍ばやし〔石岡市片野〕 1962年10月24日指定 ※排禍ばやし保存会
- 柿岡からくり人形〔石岡市柿岡〕 1963年8月23日指定 ※からくり人形保存会
- 大生神社巫子舞神事〔潮来市大生〕 1963年8月23日指定 ※大生神社
- 日立のささら〔日立市宮田〕 1963年8月23日指定 ※日立郷土芸能保存会
- 西丸山祈祷ばやし〔つくばみらい市西丸山〕 1963年8月23日指定 ※西丸山祈祷囃子保存会
- 潮来ばやし（獅子舞を含む）〔潮来市潮来〕 1964年7月31日指定 ※潮来ばやし保存会
- 延方相撲〔潮来市新宮〕 1964年7月31日指定 ※鹿島吉田神社
- 大串のささらばやし〔水戸市大串町〕 1966年3月7日指定 ※ささらばやし保存会
- 大野のみろくばやし〔水戸市下大野町〕 1966年3月7日指定 ※みろくばやし保存会
- 小栗内外大神宮太々神楽〔筑西市小栗〕 1966年3月7日指定 ※太々神楽保存会
- 上戸の獅子舞〔潮来市上戸〕 1968年3月28日指定 ※国神神社
- 神田ばやし〔坂東市岩井〕 1974年11月25日指定 ※神田ばやし保存会
- 大津御船祭〔北茨城市大津町〕 1975年6月25日指定 ※常陸大津のお船祭保存会
- 田宮ばやし〔土浦市田宮〕 1977年5月2日指定 ※田宮ばやし保存会
- 三和祇園ばやし〔古河市東山田〕 1978年1月26日指定 ※三和郷土芸能保存会
- 大津の盆船流し〔北茨城市大津町〕 1979年3月8日指定 ※大津町盆船流し保存会
- 石岡ばやし〔石岡市石岡〕 1980年2月28日指定 ※石岡囃子連合保存会
- 磐戸神楽〔古河市大和田〕 1989年1月25日指定 ※大和田磐戸神楽保存会
- 水戸大神楽〔水戸市元山町、水戸市常磐町〕 1991年1月25日指定 ※柳貴家正楽社中、柳貴家勝蔵御中
- 日枝神社流鏑馬祭〔土浦市沢辺小野入会地〕 1994年1月26日指定 ※日枝神社流鏑馬祭保存会
- 富田のさらら〔石岡市国府〕 1996年1月25日指定 ※富田町さらら保存会
- 大塚戸の綱火〔常総市大塚戸町〕 1999年11月25日指定 ※大塚戸芸能保存会
- 利根地固め唄〔北相馬郡利根町中谷〕 2002年12月25日指定 ※利根地固め唄保存会
- 上山川諏訪神社太々神楽〔結城市上山川〕 2005年11月25日指定 ※諏訪神社
- 龍ヶ崎の撞舞〔龍ケ崎市〕 2010年11月18日指定 ※龍ヶ崎の撞舞保存会

## 記念物

### 史跡

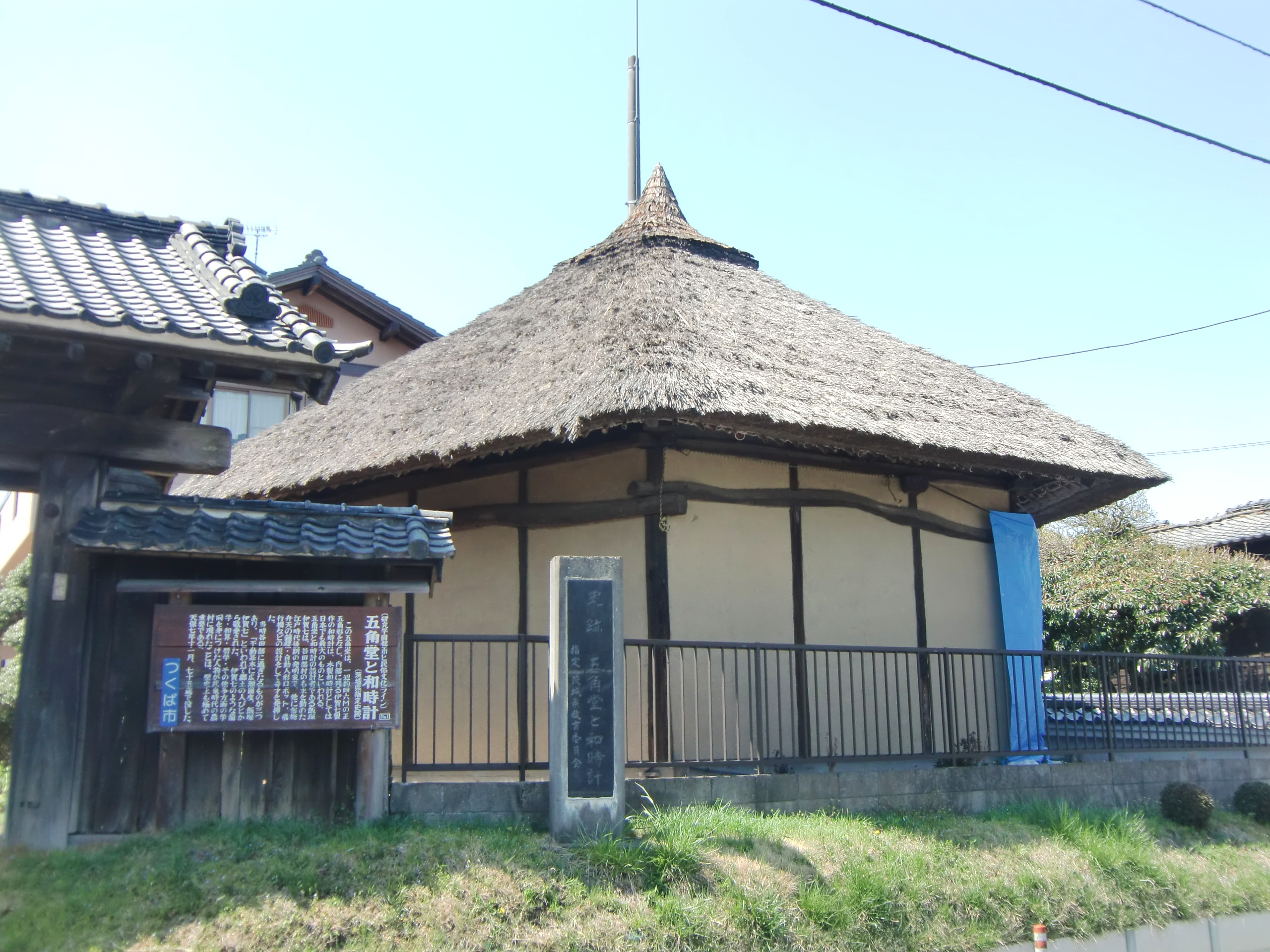
五角堂と和時計〔つくば市谷田部〕（2011年4月撮影）

- 伝内大臣平重盛墳墓〔東茨城郡城里町上入野〕 1931年12月4日指定 ※小松寺
- 船玉古墳〔筑西市船玉〕 1933年7月4日指定 ※筑西市
- 古河公方足利成氏館跡・同足利義氏墓所〔古河市鴻巣〕 1933年7月18日指定
- 難台山城跡〔笠間市上郷〕 1934年5月18日指定 ※笠間市
- 本多作左衛門重次墳墓〔取手市台宿〕 1934年8月3日指定 ※本願寺
- 那珂西城跡〔東茨城郡城里町那珂西〕 1934年12月18日指定 ※宝幢院
- 瓜連城跡〔那珂市瓜連〕 1934年12月18日指定 ※常福寺
- 志筑城跡〔かすみがうら市中志筑〕 1935年11月26日指定 ※かすみがうら市
- 阿波崎城跡〔稲敷市阿波崎〕 1935年11月26日指定 ※天満神社
- 伊佐城跡〔筑西市中館〕 1935年11月26日指定 ※観音寺
- 駒城跡〔下妻市黒駒〕 1935年11月26日指定
- 神宮寺城跡〔稲敷市神宮寺〕 1935年11月26日指定
- 山県大弐の墓〔石岡市根小屋〕 1935年11月26日指定 ※泰寧寺
- 八幡塚〔つくば市沼田〕 1937年3月9日指定 ※つくば市
- 瓦塚〔石岡市部原〕 1937年7月16日指定 ※石岡市
- 笠原水道〔水戸市〕 1938年3月11日指定 ※水戸市
- 大日山古墳〔取手市岡〕 1939年2月1日指定 ※取手市
- 藤原藤房卿遺跡〔土浦市藤沢〕 1939年3月6日指定 ※土浦市
- 馴馬城跡〔龍ケ崎市馴馬〕 1939年4月5日指定
- 十五郎穴〔ひたちなか市中根〕 1940年3月11日指定
- 久下田城跡〔筑西市樋口〕 1940年9月4日指定 ※筑西市
- 台渡里廃寺跡〔水戸市渡里町〕 1945年7月16日指定 ※水戸市
- 土浦城跡及び櫓門〔土浦市中央〕 1952年11月18日指定 ※土浦市
- 丸山古墳〔石岡市柿岡〕 1952年12月18日指定 ※石岡市
- 日下ケ塚〔東茨城郡大洗町日下塚〕 1953年7月9日指定 ※大洗町
- 車塚〔東茨城郡大洗町諏訪〕 1953年7月9日指定 ※大洗町
- 梵天山古墳群〔常陸太田市島〕 1953年7月9日指定 ※常陸太田市
- 長塚節生家〔常総市国生〕 1955年6月25日指定
- 佛ケ浜〔日立市田尻町〕 1955年6月25日指定 ※日立市教育委員会
- 間宮林蔵の生家〔つくばみらい市上平柳〕 1955年11月25日指定 ※つくばみらい市
- 間宮林蔵の墓〔つくばみらい市上平柳〕 1955年11月25日指定
- 山寺水道〔常陸太田市天神林町〕 1957年6月26日指定 ※常陸太田市
- 水野越前守忠邦の墓〔結城市山川新宿〕 1958年3月12日指定 ※結城市
- 結城御朱印堀（附 地図2帖・証文1・由来帖1）〔結城市結城〕 1958年3月12日指定 ※結城市ほか
- 五角堂と和時計〔つくば市谷田部〕 1958年3月12日指定 ※つくば市
- 石岡の一里塚〔石岡市泉町〕 1958年3月12日指定 ※石岡市
- 堀の内古窯跡群〔桜川市大泉〕 1960年12月13日指定
- 熊沢蕃山の墓〔古河市大堤〕 1961年7月21日指定 ※鮭延寺
- 板谷波山生家〔筑西市甲〕 1965年5月21日指定 ※財団法人波山先生記念会
- 野口雨情生家〔北茨城市磯原町〕 1967年3月30日指定
- 助川海防城跡〔日立市助川町〕 1967年11月24日指定 ※日立市教育委員会
- 水戸城跡（塁及び濠）〔水戸市三の丸〕 1967年11月24日指定 ※茨城県茨城大学水戸市
- 泉ケ森〔日立市水木町〕 1969年12月1日指定 ※泉神社
- 旧久原本部〔日立市宮田町〕 1970年9月28日指定 ※日鉱記念館
- 穴薬師古墳〔猿島郡五霞町川妻〕 1971年3月29日指定
- 鹿見塚古墳〔潮来市大生〕 1971年10月28日指定 ※潮来市
- 府中愛宕山古墳〔石岡市北根本〕 1971年12月2日指定 ※石岡市
- 真壁氏累代墓地及び墓碑群〔桜川市真壁町山尾〕 1971年12月2日指定 ※桜川市
- 西山荘〔常陸太田市新宿町〕 1974年3月31日指定 ※水府明徳会
- 大生古墳群〔潮来市大生〕 1975年3月25日指定 ※風土記の里保存会
- 太子古墳〔かすみがうら市安食〕 1977年5月2日指定
- 千代田の一里塚〔かすみがうら市西野寺〕 1977年5月2日指定
- 熊野古墳〔かすみがうら市市川〕 1977年5月2日指定
- 小菅郷校跡〔常陸太田市小菅〕 1978年1月26日指定
- 南高野貝塚〔日立市南高野町〕 1979年3月8日指定 ※日立市教育委員会
- 逆井城跡〔坂東市逆井〕 1985年3月25日指定 ※坂東市
- 東城寺経塚群〔土浦市東城寺〕 1991年1月25日指定 ※土浦市教育委員会
- 那珂湊反射炉跡 附 那珂湊反射資料25点〔ひたちなか市栄町〕 2004年11月25日指定 ※ひたちなか市
- 星神社古墳〔常陸太田市小島町〕 2006年11月16日指定
- 富士見塚1号墳・2号墳・3号墳〔かすみがうら市柏崎〕 2008年11月17日指定 ※かすみがうら市
- 石神城跡  ［那珂郡東海村石神内宿］ 2017年12月25日指定 ※東海村

### 名勝
- 歩崎〔かすみがうら市坂〕 1933年10月6日指定 ※かすみがうら市
- 広浦〔東茨城郡茨城町下石崎〕 1934年11月30日指定 ※茨城町
- 親沢〔東茨城郡茨城町上石崎〕 1934年11月30日指定 ※茨城町
- 袋田滝〔久慈郡大子町袋田〕 1940年3月27日指定 ※大子町
- 花園渓谷「七ツ滝」〔北茨城市華川町〕 1952年12月18日指定 ※花園神社

### 天然記念物
- 鉾スギ〔久慈郡大子町下野宮〕 1931年10月13日指定 ※近津神社
- 三浦スギ〔常陸大宮市小田野〕 1931年12月4日指定 ※吉田神社
- 沓掛の大ケヤキ〔坂東市沓掛〕 1932年6月24日指定 ※沓掛神明社
- 八代の大シイ〔潮来市上戸〕 1933年10月6日指定 ※神明神社

| ひたちなか市金砂神社の5本の大ヒイラギのうち2本と案内板 |  | ひたちなか市金砂神社の5本の大ヒイラギのうち2本と案内板 |  | ひたちなか市金砂神社の5本の大ヒイラギのうち2本と案内板 |
| ひたちなか市金砂神社の5本の大ヒイラギのうち2本と案内板 |  |                                                        |  |                                                        |

- 金砂山の大ヒイラギ〔ひたちなか市堀口〕 1935年12月27日指定 ※金砂神社
- 花園山シャクナゲ群落〔北茨城市花園〕 1936年4月17日指定 ※花園神社
- 鏡岩〔常陸大宮市照山〕 1936年4月17日指定 ※常陸大宮市
- 球状花崗岩〔石岡市吉生〕 1937年2月5日指定 ※石岡市
- 地蔵ケヤキ〔取手市下高井〕 1939年3月6日指定 ※高源寺
- 静のムクノキ〔那珂市静〕 1939年3月31日指定 ※那珂市
- 佐久の大スギ〔石岡市佐久〕 1941年3月31日指定 ※佐久区
- 龍ヶ崎のシダレザクラ〔龍ケ崎市根町〕 1953年7月9日指定 ※般若院
- 無量寿寺のボタイジュ〔鉾田市鳥栖〕 1953年7月9日指定 ※無量寿寺
- 真鍋のサクラ〔土浦市真鍋〕 1956年5月25日指定 ※土浦市
- 亀城のシイ〔土浦市中央〕 1956年5月25日指定 ※土浦市
- ウミウ渡来地〔日立市川尻町〕 1956年5月25日指定 ※高萩営林署
- 平磯白亜紀層〔ひたちなか市平磯海岸〕 1957年6月26日指定 ※ひたちなか市
- 小高のカヤ〔行方市小高〕 1958年3月12日指定 ※行方市
- 出島のシイ〔かすみがうら市下軽部〕 1958年3月12日指定 ※かすみがうら市
- 長倉のエノキ〔常陸大宮市仲居〕 1960年3月28日指定
- 花園の大スギ〔北茨城市華川町〕 1960年12月21日指定 ※花園神社
- 花園のコウヤマキ〔北茨城市華川町〕 1960年12月21日指定 ※花園神社
- 波崎の大タブ〔神栖市〕 1960年12月21日指定 ※神善寺
- お葉付イチョウ〔東茨城郡大洗町大貫〕 1962年2月26日指定 ※西光院
- 大穂のウメ〔つくば市吉沼〕 1962年8月27日指定
- 鹿島神宮樹叢〔鹿嶋市宮中〕 1963年8月23日指定 ※鹿島神宮
- 下横場の大グミ〔つくば市下横場〕 1964年7月31日指定 ※つくば市
- 西蓮寺の大イチョウ〔行方市西蓮寺〕 1964年7月31日指定 ※西蓮寺
- 潮来の大ケヤキ〔潮来市潮来〕 1964年7月31日指定 ※素鵞熊野神社
- 大生神社の樹叢〔潮来市大生〕 1964年7月31日指定 ※大生神社
- お葉付イチョウ〔鉾田市中居〕 1967年3月30日指定 ※照明院
- 八重のフジ〔笠間市笠間〕 1967年11月24日指定 ※笠間稲荷神社
- 御岩山の三本スギ〔日立市入四問町〕 1968年9月26日指定 ※水戸営林署
- 西金砂のイチョウ〔常陸太田市上宮河内〕 1969年3月20日指定 ※西金砂神社
- 西金砂のサワラ〔常陸太田市上宮河内〕 1969年3月20日指定 ※西金砂神社
- 駒つなぎのイチョウ〔日立市大久保町〕 1969年12月1日指定 ※鹿島神社
- シダレサクラ〔土浦市小野〕 1970年5月28日指定 ※三井美智
- 香仙寺のシイ〔常陸太田市松栄〕 1971年1月28日指定 ※香仙寺
- 若宮八幡宮のケヤキ〔常陸太田市宮本〕 1971年12月2日指定 ※若宮八幡宮
- 真弓神社の爺スギ〔常陸太田市真弓町陣ケ峰〕 1971年12月2日指定 ※真弓神社
- ウチワサボテン群生地〔神栖市大字太田〕 1972年12月18日指定 ※神栖市教育委員会
- モチノキ〔常陸太田市大字天下野〕 1972年12月18日指定 ※東金砂神社
- 大塚神社のスギ〔高萩市下君田〕 1974年3月31日指定 ※大塚神社
- 大塚神社のモミ〔高萩市下君田〕 1974年3月31日指定 ※大塚神社
- 不動院のカヤ〔那珂市菅谷西宮〕 1974年3月31日指定 ※不動院
- 菅谷のカヤ〔那珂市菅谷〕 1975年3月25日指定
- 菅谷のモチノキ〔那珂市菅谷〕 1975年3月25日指定
- 曙のグミ〔稲敷郡阿見町曙〕 1977年7月18日指定 ※阿見町
- 泉福寺のシダレザクラ ［常陸太田市大中町］ 1977年7月18日指定 ※泉福寺
- ボダイジュ ［古河市仁連］ 1992年1月24日 ※東漸寺
- イチイガシ ［古河市恩名］ 1992年1月24日
- 椎尾山薬王院の樹叢 ［桜川市真壁町椎尾］ 1994年1月26日指定 ※薬王院
- 七反のシダレザクラ ［常陸太田市里川町］ 1995年1月23日指定 ※常陸太田市
- 猿喰のケヤキ ［常陸太田市徳田町］ 1997年1月27日指定 ※徳田共有地管理委員会
- 鷲子山上神社のカヤ ［常陸大宮市鷲子］ 1998年1月21日指定 ※鷲子山上神社
- 松岩寺のヤマザクラ ［高萩市下君田］ 1999年1月25日指定 ※松岩寺
- 稲田禅房のお葉付イチョウ ［笠間市稲田］ 2000年11月27日指定 ※西念寺
- 文武館跡のケヤキ ［大子町大字大子］ 2002年12月25日指定 ※大子町
- 酒列磯前神社の樹叢 ［ひたちなか市磯崎町］2005年11月25日指定 ※酒列磯前神社
- 外大野のシダレザクラ ［大子町大字外大野］ 2005年11月25日指定 ※外大野しだれ桜守る会